# Circunvalación de Arrecife
La LZ-3 es una autovía situada en la isla de Lanzarote en Canarias, España. Funciona como una vía de circunvalación de la capital insular, Arrecife. Como Carretera de Interés Regional, forma parte del Eje Norte-Sur de Lanzarote entre Órzola y Playa Blanca.
Al tratarse de una ciudad costera, la Circunvalación de Arrecife no es un anillo cerrado. La vía arranca en su extremo noreste en una rotonda que la conecta con el Puerto de los Mármoles, finalizando en su extremo suroeste en el enlace con la LZ-2, la vía principal hacia el sur de la isla. Además de dar acceso a la ciudad, la LZ-3 conecta con la carretera hacia Costa Teguise en el enlace 1, con la del norte LZ-1 en el enlace 2 y con la LZ-20 hacia Tinajo en el enlace 4.
La carretera fue inaugurada en 1982 con pasos a nivel en los kilómetros 1, 2 y 4. Sin embargo, estos cruces fueron criticados por su peligrosidad y accidentalidad. Por tanto, en 1987 se procedió a construir pasos a distinto nivel en los enlaces de Tahiche y Tinajo, mientras que el de Costa Teguise se mantuvo como paso a nivel hasta el desdoblamiento de la vía. Este desdoble fue inaugurado en 2015, con la reconstrucción de todos los cruces.
Al ser una carretera de interés regional, el Gobierno de Canarias ostenta su propiedad, encargándose el Cabildo de Lanzarote de su mantenimiento.

## Enlaces
| Salida | Sentido Sur (Ascendente)    | Sentido Sur (Ascendente)                                                                                             | Sentido Norte (descendente)                                                                                          | Sentido Norte (descendente) | Enlace |
| Salida | Carriles                    | Salida | Salida | Carriles                    | Enlace |
| ------ | --------------------------- | --- | --- | --------------------------- | ------ |
| 1      |                             | Arrecife / Avenida de los Mármoles Puerto Naos Castillo de San José Costa Teguise                                    | Arrecife / Avenida de los Mármoles Puerto Naos Castillo de San José Costa Teguise                                    |                             | LZ-101 |
| 2      |                             | Arrecife / Calle León y Castillo Tahíche Jameos del Agua Órzola                                                      | Arrecife / Calle León y Castillo Tahíche Jameos del Agua Órzola                                                      |                             | LZ-1   |
| 4      |                             | Arrecife / Calle Dr. Juan Negrín Hospital Dr. José Molina Orosa San Bartolomé Monumento al Campesino Tinajo La Santa | Arrecife / Calle Dr. Juan Negrín Hospital Dr. José Molina Orosa San Bartolomé Monumento al Campesino Tinajo La Santa |                             | LZ-20  |
| 5      |                             | Aeropuerto Yaiza Playa Blanca                                                                                        | |                             | LZ-2   |
| 5      | Arrecife c/ Manolo Millares | | |                             | LZ-2   |